# Jasenov Del
Jasenov Del (izvirno srbsko Јасенов Дел) je naselje v Srbiji, ki upravno spada pod Občino Babušnica; slednja pa je del Pirotskega upravnega okraja.

## Demografija
V naselju živi 181 polnoletnih prebivalcev, pri čemer je njihova povprečna starost 52,2 let (49,4 pri moških in 54,9 pri ženskah). Naselje ima 86 gospodinjstev, pri čemer je povprečno število članov na gospodinjstvo 2,30.
To naselje je v glavnem bolgarsko (glede na rezultate popisa iz leta 2002), a v zadnjem času je opazen konstanten upad števila prebivalcev.
|  |

| Demografija | Demografija     | Demografija     |
| Leto        | Št. prebivalcev | Št. prebivalcev |
| ----------- | --------------- | --------------- |
|             |                 |                 |
|             |                 |                 |
|             |                 |                 |
|             |                 |                 |
| 1948        | 844             |                 |
| 1953        | 835             |                 |
| 1961        | 785             |                 |
| 1971        | 666             |                 |
| 1981        | 494             |                 |
| 1991        | 310             | 310             |
| 2002        | 198             | 198             |
|             |                 |                 |

| Etnična sestava po popisu iz leta 2002 | Etnična sestava po popisu iz leta 2002 | Etnična sestava po popisu iz leta 2002 | Etnična sestava po popisu iz leta 2002 | Etnična sestava po popisu iz leta 2002 |
| -------------------------------------- | -------------------------------------- | -------------------------------------- | -------------------------------------- | -------------------------------------- |
| Bolgari                                | Bolgari                                |                                        | 132                                    | 66,66%                                 |
| Srbi                                   | Srbi                                   |                                        | 20                                     | 10,10%                                 |
| Neznano                                | Neznano                                |                                        | 17                                     | 8,58%                                  |